# Cyrus Audio
Die Firma Cyrus Audio Ltd. ist ein britischer Hersteller von HiFi-Geräten, der 2005 aus der Auflösung der Firma Mission Cyrus hervorgegangen ist. Der Firmensitz ist in Huntingdon.
Seit den frühen 1980er Jahren war Cyrus ein weiterer Markenname der Firma Mission Electronics, die am 7. Juli 1977 von Farad Azima gegründet wurde, unterstützt durch seinen Bruder Henry Azima als Entwickler, außerdem Stan Curtis. Dort wurden unter dem Namen Mission Lautsprecher hergestellt, später auch ergänzend Elektronikkomponenten (Vorverstärker, Endstufe, Vollverstärker, Plattenspieler, Tonarme, Tonabnehmersysteme, CD-Spieler u. v. m.). Im Juli 1984 wurden erstmals Produkte unter dem Namen Cyrus vorgestellt, es waren die HiFi-Verstärker Cyrus One und Cyrus Two, gefolgt von Zusatznetzteil PSX und Tuner im „Schuhkarton“-Gehäusedesign wie der Vorgänger Vollverstärker Mission Cambridge 778. In den Verstärkernetzteilen kamen Holden&Fisher Ringkerntransformatoren, „schnelle“ Gleichrichterdioden und ELNA Elektrolytkondensatoren mit niedrigem Innenwiderstand zum Einsatz, die im Zusammenspiel mit der Verstärkerschaltung in der Fachwelt beachtet wurden. Spätere Cyrus I/II Seriengeräte im Gussgehäuse waren mit Slit-Foil-Elkos ausgestattet, deren wirbelstromarme Stromlieferfähigkeit dem Verstärker noch mehr Brillanz verlieh, hier floss das Gedankengut von Denis Morecroft ein.
Nach dem Mission 7000 CD-Player folgte 1989 erstmals unter dem Cyrus-Logo der CD-Player PCMII mit Anschlussbuchse für das Cyrus PSX Zusatznetzteil, welches vorrangig dem Cyrus 2 mehr Leistung verschaffte, aber auch die Ausgangsstufe des PCM II kraftvoll versorgen konnte. Auf der Basis eines Philips CD-Players mit selektiertem TDA1541 D/A-Wandlers hatte der PCM II noch mehrere Besonderheiten: Die stabile antimagnetische zusätzliche Bodenplatte reduzierte Gerätevibration, die audiophile Filter- und Ausgangstreiberstufe mit fernbedienbarer Lautstärke und niedrigem Ausgangswiderstand bot zudem erstmals per FB-Tastendruck die Polaritätskorrekturmöglichkeit (die absolute Polarität vieler CDs ist „invers“) und ein externer Abschlusswiderstand auf dem Digitalausgang reduzierte Rückwirkungen des Ausgangsübertragers auf die Elektronik.
Wenn man vom Zusammenspiel Mission Lautsprecher und Cyrus Elektronik spricht, trifft das besonders auf das Lautsprechermodell Mission 767 zu, in der Mitte ein 25-mm-Hochtöner mit Gewebekalotte und Waveguide, darüber/darunter jeweils symmetrisch ein 17-cm-Tiefmitteltöner mit weiterer Unterstützung durch 20-cm-Tieftöner, welche von einer Cyrus LFAU (Low Frequency Adjustment Unit) separat angesteuert wurden. LFAU war auf der Basis des Cyrus II aufgebaut, anstelle der Phonosektion war jedoch ein Equalizer, einstellbare untere Grenzfrequenz, variable Überlappung mit den Tiefmitteltönern und Pegelsteller gaben Möglichkeiten zur geschmacklichen und Raumanpassung.
Bei allen Mission-Produkten gibt es eine auffällige Häufung der Ziffer 7 in der Namensgebung, wobei es nur wenige Ausnahmen gibt (wie bei Isoplat- oder Rose-Tonabnehmer). Vom Gründungsdatum bis hin zum Kfz.-Kennzeichen ist die 7 enthalten. Bei Cyrus beschränkt sich das auf die Modelle DAD7, FM7(7.5), Cyrus7.
Ein großer Brand im Ersatzteillagerbereich, dem auch viele technische Unterlagen zum Opfer fielen, und Verluste im Bereich Mission Computer unterbrachen den bis dahin wirtschaftlichen Erfolg und fremdes Kapital brachte fremde Einflussnahme.
Die Kombination des Mission DAD5 OEM CD-Player auf der Basis eines Philips (ähnlich CD-115) mit einem optionalen D/A-Wandler DAC 5 ließ anhand des völlig abweichenden Gehäusedesigns eine Abkehr von der eingeführten Linie erwarten, auch gab es eine Midi-HiFi-Anlage unter dem Mission-Logo zu dieser Zeit, ein Indiz für den Einfluss einer Finanzholding, der auch Sansui gehörte. Die Mission 761 Lautsprecher gab es parallel mit dem Sansui-Label Made in Huntingdon.
Die Gebrüder Azima gewannen mit einer Holding Verity Group wieder die Oberhand und der Neubeginn brachte mit einer gesofteten Form des Einheitsgehäuses den Cyrus III Vollverstärker mit Fernbedienung, Cyrus Discmaster und Dacmaster (Toplader CD-Laufwerk mit Philips CDM9 Pro und separater D/A-Wandler), später folgten Pre und Power (Vor- und Endverstärker), ein universelles Netzteil PSX-R, welches sich durch Kommunikation mit der zu unterstützenden Komponente an deren Spannungsbedarf anpasste und DAD7 (Toplader integrierter CD-Player mit CDM9), Tuner FM7. Alle Geräte waren mit dem MC-Bus zu verbinden, welches die Gerätekommunikation auch mit der individuellen Fernbedienung der Einzelgeräte vereinte, ebenso mit der Systemfernbedienung Commander mit dem Drehrad für die Lautstärke.
Es war erkennbar, dass ein gemeinsames Entwicklerteam für Lautsprecher und Elektronik den Anforderungen der Zeit nicht gerecht wurde; viele Ideen warteten auf Ausführung und Cyrus zog in neue Räume um, einem eigenständigen Bereich in der Verity Group. Produkte waren Surround-Decoder (AV-Master), Multiroom (MR3), der Cyrus 3i, dessen AUX-Eingang in Verbindung mit AV-Master und MC-Bus-Kommunikation den Verstärkungsfaktor einer Stereoendstufe gleichstellte, was eine einfache Verschmelzung von Stereobetrieb und Mehrkanal zuließ, ohne dass das CD-Playersignal den Surrounddecoder durchlaufen musste.
Das Zusatznetzteil PSX-R gibt es heute in der 3. Generation. Es bleibt den aufwändigeren Geräten vorbehalten, wo jeweils das Front-End bestmöglich versorgt wird, z. B. die Vorverstärkersektion im Vollverstärker, die Spannungsverstärkungsstufe in der Endstufe, während der nachfolgende Part aus dem internen Netzteil versorgt wird. Damit grenzt sich PSX-R deutlich von dem ersten PSX ab, welches den Leistungsverstärker im Cyrus II extern versorgte und dessen Ausgangsleistung steigerte.
Cyrus-Geräte sind heute bekannt für ihr Format von 215 mm Breite, was im Vergleich zum weit verbreiteten 430-mm-Format oder auch dem 483-mm-Format (19") aus dem Profi-Bereich als halbgroße Bauform bezeichnet werden kann.